# Триален
Триале́н (Trialen) — разработанное в Германии взрывчатое вещество, применявшееся во время Второй мировой войны для снаряжения различных видов боеприпасов, в том числе, самолёта-снаряда V-1 и радиоуправляемой планирующей бомбы Arado E.377,. Триален был немецким аналогом британской взрывчатки Торпекс; его производство осложнялось дефицитом алюминиевой пудры, которая добавлялась для увеличения мощности.
Это вещество представляло собой смесь тринитротолуола, гексогена и алюминиевой пудры в различных пропорциях. Существовало три варианта смеси, именовавшейся Trialen 105, 106 и 107, соответственно:
- Trialen 105: тринитротолуол 70 %, гексоген 15 %, алюминиевая пудра 15 %
- Trialen 106: тринитротолуол 50 %, гексоген 25 %, алюминиевая пудра 25 %
- Trialen 107: тринитротолуол 50 %, гексоген 20 %, алюминиевая пудра 30 %[1][a]
- Trialen 105/109: смесь 27 % Trialen 105 и 73 % PMF 109.[5] PMF 109 (Panzermunitionsfüllung 109) — смесь 71 % гексогена, 25 % алюминиевой пудры и 4 % горного воска. Несмотря на то, что данная смесь отличалась высокой бризантностью и объёмной детонацией, она была легкоплавкой и чувствительной к ударам, поэтому плохо подходила для боеприпасов большого калибра. Эти недостатки удалось преодолеть при помощи снаряжения боеприпасов методом Stuckfüllung, (в англоязычной литературе «biscuit filling»): спрессованная в маленькие цилиндрические гранулы порошкообразная смесь PMF 109 насыпалась в корпус боеприпаса, а в промежутки между ними заливался расплавленный триален 105; этот метод позволил немецким военным заводам производить большие объёмы взрывчатки, содержащие высокий процент гексогена, то есть увеличить мощность и бризантность боеприпасов, при этом не расходуя необходимый для подобного вооружения тротил.

## Комментарии
1. ↑  Фляйшер указывает иную пропорцию: 60% тринитротолуола, 20% пудры.[5]